# François Louisy
Pour les articles homonymes, voir Louisy.
François Louisy, né le 19 décembre 1921 à Goyave et mort le 17 septembre 2007 aux Abymes en Guadeloupe, est un homme politique français. 

## Détail des fonctions et des mandats

### Mandats locaux
- 1971 - 1998 : Maire de Goyave
- 1985 - 1992 : Conseiller général du canton de Goyave

### Mandat parlementaire
- 28 septembre 1986 - 1er octobre 1995 : Sénateur de la Guadeloupe

### Autres responsabilités
- 1977 - 1989 : Président du Syndicat intercommunal d'alimentation en eau et d'assainissement de la Guadeloupe[2].